# Galatski stolp
Galatski stolp (turško Galata Kulesi), uradno Galata Tower Museum (turško Galata Kulesi Müzesi), je star genovski stolp v predelu Galata v okrožju Beyoğlu v Carigradu v Turčiji. Stolp, zgrajen kot stražni stolp na najvišji točki (izgubljenega) obzidja Galate, je zdaj razstavni prostor in muzej ter simbol Beyoğluja in Carigrada.

## Zgodovina
V bizantinskem obdobju je cesar Justinijan I. dal postaviti stolp v mestu, ki naj bi postalo Galata. Ta stolp je bil uničen med četrto križarsko vojno leta 1204.
Leta 1267 je bila v Galatskem delu Carigrada ustanovljena genovska kolonija. Obdan je bil z obzidjem in Galatski stolp je bil prvič zgrajen na najvišji točki kot Christea Turris (Kristusov stolp) v romanskem slogu leta 1348 med širitvijo kolonije. V tistem času je bil Galatski stolp z višino 66,9 m najvišja stavba v mestu.
Po turški osvojitvi Konstantinopla leta 1453 je bila genovska kolonija ukinjena in obzidje podrto. Stolpu so pustili preživeti in so ga spremenili v zapor. Z njegove strehe si je leta 1638 domnevno pripasal krila Hezarfen Ahmed Çelebi in izvedel prvi medcelinski let ter pristal v Doğancılar Meydanı v Üsküdarju na azijski strani mesta, zgodbo dvomljive pristnosti, ki jo je pripovedoval osmanski potopisec Evliya Çelebi.
Od leta 1717 so Osmani uporabljali stolp za varovanje pred požari (na strani starega Carigrada je isto funkcijo služil stolp Bejazıt). Leta 1794, v času vladavine sultana Selima III., je bila streha ojačana s svincem in lesom, vendar je požar močno poškodoval stopnice. Leta 1831 je stavbo poškodoval še en požar, po katerem so potekala nadaljnja obnovitvena dela.
Leta 1875 je bila stožčasta streha stolpa uničena med nevihto.[5][6] Ostala je brez te strehe do konca osmanskega obdobja, vendar je bila mnogo let kasneje, med obnovitvenimi deli med letoma 1965 in 1967, stožčasta streha rekonstruirana. Istočasno so leseno notranjost stolpa zamenjali z betonsko konstrukcijo in odprli za javnost.
Leta 2020 je bil stolp kontroverzno obnovljen, nato pa ponovno odprt kot muzej.
Priljubljen je predvsem zaradi 360-stopinjskega pogleda na Istanbul, ki je viden z njegove razgledne ploščadi.

## Dimenzije
Devetnadstropni stolp je visok 62,59 m brez okraskov na vrhu. Razgledna ploščad je na 51,65 m. Stolp je 61 m nad morsko gladino. Ima zunanji premer 16,45 m pri dnu, notranji premer 8,95 m in stene, ki so debele 3,75 m.